# Rich Manning
Richard Alan "Rich" Manning (Tacoma, Washington, 23 de junio de 1970) es un exjugador de baloncesto estadounidense que disputó dos temporadas de la NBA, además de jugar en la CBA, la liga turca y la libanesa. Con 2,11 metros de estatura, jugaba en la posición de pívot.

## Trayectoria deportiva

### Universidad
Jugó durante dos temporadas con los Orangemen de la Universidad de Siracusa, en las que promedió 3,2 puntos y 2,0 rebotes por partido actuando como pívot suplente, el primer año de Derrick Coleman y el segundo de LeRon Ellis. Dados sus pocos minutos de juego, pidió ser transferido a los Huskies de la Universidad de Washington, donde adquiriría mayor protagonismo, promediando en dos temporadas 17,2 puntos y 7,2 rebotes por partido, siendo incluido en el mejor quinteto de la Pacific Ten Conference en 1993.

### Profesional
Fue elegido en la cuadragésima posición del Draft de la NBA de 1993 por Atlanta Hawks, pero fue cortado antes del comienzo de la competición, marchándose a jugar a la CBA, donde permanecería 3 temporadas en los Rapid City Thrillers y los Quad City Thunder.
Al comienzo de la temporada 1995-96 fue reclamado por los Vancouver Grizzlies, quienes lo despidieron en un primer momento, pero fue llamado nuevamente en el mes de enero, incorporándose al equipo como agente libre. En el equipo canadiense jugó el resto de la temporada como suplente de Bryant Reeves, promediando 3,7 puntos y 1,9 rebotes por partido.
Al año siguiente, tras ser despedido, ficha por Los Angeles Clippers, disputando únicamente 10 partidos, en los que promedió 3,1 puntos y 1,6 rebotes. regresó a la CBA para jugar nuevamente con los Thunder y con los Rockford Lightning, para en 1998 marcharse a la liga turca fichando por el Oyak Renault. Allí jugó dos temporadas, siendo la mejor de ellas la primera, en la que promedió 14,0 puntos y 5,6 rebotes por partido. Acabó su carrera jugando en Líbano.

## Estadísticas de su carrera en la NBA

### Temporada regular
| Temporada | Edad | Equipo               | Liga | P  | TIT | MIN  | TC  | TCA | %TC  | 3P  | 3PA | %3P  | TL  | TLA | %TL  | R.OF. | R.DEF. | REB | ASIS | ROB | TAP | PER | FP  | PTS |
| 1995-96   | 25   | Vancouver Grizzlies  | NBA  | 29 | 0   | 10.7 | 1.7 | 3.9 | .434 | 0.0 | 0.0 | .000 | 0.3 | 0.5 | .643 | 0.6   | 1.3    | 1.9 | 0.2  | 0.1 | 0.2 | 0.6 | 1.3 | 3.7 |
| 1996-97   | 26   | TOTAL                | NBA  | 26 | 2   | 7.7  | 1.2 | 3.2 | .390 | 0.1 | 0.2 | .500 | 0.3 | 0.5 | .643 | 0.6   | 0.9    | 1.5 | 0.1  | 0.2 | 0.1 | 0.3 | 1.1 | 2.9 |
| 1996-97   | 26   | Vancouver Grizzlies  | NBA  | 16 | 1   | 8.0  | 1.1 | 3.0 | .375 | 0.1 | 0.2 | .667 | 0.4 | 0.5 | .750 | 0.5   | 0.9    | 1.4 | 0.1  | 0.2 | 0.1 | 0.3 | 1.1 | 2.8 |
| 1996-97   | 26   | Los Angeles Clippers | NBA  | 10 | 1   | 7.3  | 1.4 | 3.4 | .412 | 0.0 | 0.1 | .000 | 0.3 | 0.6 | .500 | 0.8   | 0.8    | 1.6 | 0.1  | 0.1 | 0.1 | 0.2 | 1.1 | 3.1 |
| Total     |      |                      | NBA  | 55 | 2   | 9.3  | 1.5 | 3.5 | .415 | 0.0 | 0.1 | .400 | 0.3 | 0.5 | .643 | 0.6   | 1.1    | 1.7 | 0.2  | 0.1 | 0.1 | 0.4 | 1.2 | 3.3 |

### Playoffs
| Temporada | Edad | Equipo               | Liga | P | MIN | TCA | TC | 3PA | 3P | TLA | TL | R.OF. | REB | ASIS | ROB | TAP | PER | FP | PTS | %TC  | %3P | %FT  | MIN | PTS | REB | AST |
| 1996-97   | 26   | Los Angeles Clippers | NBA  | 3 | 21  | 2   | 9  | 0   | 0  | 5   | 6  | 3     | 4   | 1    | 0   | 1   | 0   | 5  | 9   | .222 |     | .833 | 7.0 | 3.0 | 1.3 | 0.3 |
| Total     |      |                      | NBA  | 3 | 21  | 2   | 9  | 0   | 0  | 5   | 6  | 3     | 4   | 1    | 0   | 1   | 0   | 5  | 9   | .222 |     | .833 | 7.0 | 3.0 | 1.3 | 0.3 |